# Abbaye Notre-Dame de Barbery
L’abbaye Notre-Dame de Barbery est une ancienne abbaye cistercienne dont les vestiges se dressent sur les communes françaises de Barbery et de Bretteville-sur-Laize dans le département du Calvados, en région Normandie.
Fondée le 13 avril 1176 à l'instigation de Robert Marmion, l'abbaye est endommagée par un séisme au XVIIIe siècle puis fermée à la Révolution.
L'abbaye fait l’objet d’une inscription partielle au titre des monuments historiques.

## Localisation
Les vestiges de l'ancienne abbaye se dressent en lisière de forêts, au fond d'un vallon traversé par le ruisseau du Val-Clair, à 2 kilomètres au nord de Barbery, au hameau de l'Abbaye, dans le département français du Calvados. Initialement l'ancienne grange de Savigny, devenue abbaye en 1176, se situait un peu plus au sud autour de la ferme de la Vieille Abbaye, avant d'être transférée en 1181 sur le site actuel,.

## Historique
Robert Marmion, seigneur de la baronnie de Fontenay-le-Marmion, donne le 14 novembre 1140 tout ce qu’il possède à l’abbaye de Savigny, pour la création de l’abbaye de Barbery, qui devient sa dix-huitième abbaye-fille. Restée inachevée, son fils Robert finit la donation vers 1176. Robert Marmion, premier fondateur, tué en 1143 dans l’abbaye de Coventer, fut inhumé en partie en Angleterre et en partie dans la salle capitulaire de Barbery. En 1191, le comte de Meulan, Robert II, alors qu'il se trouve à Rouen souscrit un document en faveur de l'abbaye.
C’est sous l’abbatiat de Philippe Ier que l’église abbatiale est dédicacée en 1247.
Un des moines de l'abbaye, Gervais de Barbery, est au XIIIe siècle l'auteur d'un bestiaire rimé de 1 280 vers, qui présente successivement 29 bêtes.
En 1563, l’abbaye est pillée par les calvinistes. Passée sous le régime de la commende, elle est laissée à l'abandon. Il faudra attendre 1639, et son introduction par Louis II Quinet dans la réforme de l’étroite observance pour que l'abbaye soit de nouveau un modèle de régularité. Dès lors et jusqu'en 1790 elle sera réputée pour être aussi sévère que l’abbaye de la Trappe. Au XVIIIe siècle, sous les abbatiats de Pierre II du Poisson et de son successeur Louis III Auderic de Lastours, ont poursuit sa reconstruction, mais vu le faible nombre de moines et le manque de fonds, la reconstruction resta à demi achevée.
Les archives conservées aux archives du Calvados sont importantes et anciennes et les actes de fondation du XIIe siècle ont été conservés.

## Description
Le 30 décembre 1776, à la suite d'un tremblement de terre dont l'épicentre se trouve à Caen, les tours de l'abbaye s'effondrent.
De l'abbaye, il ne reste de nos jours qu'une partie d'un mur latéral de l’église abbatiale et quelques bâtiments dispersés. Situé dans la basse-cour, un bâtiment du XIVe siècle, de forme rectangulaire épaulé de contreforts, qui s'éclairait à l'étage par des baies en plein cintre. Au rez-de-chaussée, deux grandes salles voûtées prenaient le jour par d'étroites baies en tiers-point. Les voûtes et les colonnes du rez-de-chaussée ont été détruites par un ancien propriétaire. Lors de la guerre, les toits se sont effondrés et la végétation a repris ses droits. Il en subsiste néanmoins les murs et les retombées des ogives.
Du cloître, reconstruit au XVIIIe siècle, il ne subsiste qu'une galerie, qui est réemployée comme rez-de-chaussée d'un grenier en briques. La porterie de l'abbaye a été transformée en habitation.

### Mobilier
Sont conservées dans l'église Saint-Pierre de Barbery, une statue en pierre grandeur nature de saint Benoît provenant vraisemblablement du chœur de l'abbaye et dans le cimetière, une Vierge de même taille commandée, entre 1710 et 1733, par l'abbé de Barbery, Louis-Auderic de Lastours, pour l'église abbatiale.

## Protection aux monuments historiques
Sont inscrits par arrêté du 14 septembre 2005 :
- l'assiette des sols ;
- les façades et toitures de l'ensemble des bâtiments ;
- l'ensemble des vestiges subsistants.

## Armes de l'abbaye
De gueules, semé de glands d'or.

## Liste des abbés
- Raoul 1177-, premier abbé.
- Guillaume Ier, moine de Savigny
- Richard
- Guillaume II d’Ezzy -1206
- Guillaume III de Cintheaux -1228
- Philippe Ier
- Gilbert
- Robert -1275, 1277-[note 3]
- Thomas d’Ys
- Gautier
- Philippe II -1306
- Guillaume IV -1217
- Guillaume V Marmion -1339[note 4]
- Jean Ier
- Michel Brasart
- Guillaume VI Le Mazurier
- Nicolas Ier Le Comte
- Jean II Pimeule 1427-1469
- Nicolas Gosland -1472
- Renaud Levrard -1496
- Jean III Levrard -1530, neveu de Renaud Levrard.
- Denys Le Chevalier -1549
- Bertrand Ménard
- Louis Ier Ménard de la Ménardière -1579, prieur de Sainte-Barbe-en-Auge.
- Gilles de Montaigu[note 5]
- Pierre Ier Aubourg. Déposé comme simoniaque, il meurt en 1561.
- Anne d’Escars 1582-1612, évêque de Lisieux, de Metz, cardinal.
- Jacques Leblans -1615
- Jean IV Thuault -1638
- Louis II Quinet -1651, moine du Val-Richer. Docteur en théologie, prieur de Royaumont, confesseur du cardinal de Richelieu. Il démissionne.
- Nicolas III Le Guédois -1677
- François Verjus 1677-1710, évêque de Grasse, de Glandèves.
- Pierre II du Poisson 1710-1722
- Louis III Auderic de Lastours 1722-1733
- Nicolas IV Lambelin 1733-1757
- Bernard de Cairon, dernier abbé de Barbery 1757-1790.